# جوناثان أوبراين
جوناثان أوبراين (بالإنجليزية: Jonathan O'Brien)‏ هو سياسي أيرلندي، ولد في 28 ديسمبر 1971 في كورك في جمهورية أيرلندا. حزبياً، نشط في شين فين. في 2016 Irish general election ‏، انتخب نائب دييل عن دائرة شمال كورك الوسطى ‏ وقد انضم خلال فترته النيابية ‏ (10 مارس 2016 – ) للكتلة البرلمانية شين فين وفي الانتخابات العمومية الأيرلندية 2011 ‏، انتخب نائب دييل عن دائرة شمال كورك الوسطى ‏ وقد انضم خلال فترته النيابية ‏ (9 مارس 2011 – 3 فبراير 2016) للكتلة البرلمانية شين فين.